# Liste lituanienne
La Liste lituanienne (en lituanien : Lietuvos sąrašas, abrégé en LS), est un parti politique lituanien antisystème et anti-corruption, de type social-libéral et fondé en 2012. Il a été représenté au parlement monocaméral lituanien, le Seimas, de 2016 à 2019.

## Histoire

### Fondation
Le parti est né en 2012 des manifestations contre la corruption dans le système judiciaire lituanien, après le limogeage du président du Service d'enquête sur la criminalité financière par le ministre de l'Intérieur Raimundas Palaitis. Le chef des manifestations était l'ancien ministre de l'Éducation et animateur de télévision Darius Kuolys (lt). Avec Valdas Vasiliauskas (lt), l'ancien rédacteur en chef de Lietuvos žinios (en), qui prétendait avoir été limogé après la pression de la présidente Dalia Grybauskaitė, ainsi que d'autres membres fondateurs, il a créé la Liste lituanienne le 5 juillet 2012. Il se décrit comme un « parti non partisan » et cherche à lutter contre ce qu'il décrit comme la « nomenklatura des partis ».
Peu après sa fondation, le parti s'est rapproché de la Voie du courage, un autre parti anti-système fondé en 2012 après un scandale dans le système judiciaire lituanien - l'affaire Drąsius Kedys. Il ne s'est pas présenté aux élections législatives de 2012. Des membres du parti se sont présentés sur la liste électorale de la Voie du courage, notamment Valdas Vasiliauskas, qui a ensuite quitté le parti.
Le parti a remporté quatre sièges au conseil municipal de Vilnius lors des élections municipales de 2015, où sa liste a été rejointe par l'économiste Aušra Maldeikienė et le député du Seimas Naglis Puteikis (en), qui avait quitté l'Union de la patrie l'année précédente. Cependant, cette victoire a été de courte durée, car Naglis Puteikis a choisi de fonder la « Coalition anti-corruption » avec Kristupas Krivickas (lt) et le Parti du centre lituanien à la place.
Lors des élections législatives de 2016, le parti a terminé dixième avec 1,80 % des voix. Aušra Maldeikienė a été élue députée dans la circonscription uninominale de Žirmūnai , mais elle n'était pas membre du parti.

### Déclin
En 2017, la Commission électorale a signalé que le parti avait violé la loi électorale en contractant un prêt auprès d'un particulier pendant la campagne électorale de 2016 - même si, selon la loi, les partis ne sont autorisés à contracter des prêts qu'auprès des banques.
Le parti avait l'intention de se présenter aux élections municipales de 2019, mais ne s'est pas inscrit à temps comme participant aux élections. Selon Kuolys, il s'agissait d'une « erreur humaine », le secrétaire du parti étant épuisé par le travail et ayant mal interprété la date. La même année, le parti a perdu son seul député au Seimas, car Aušra Maldeikienė a choisi de se présenter aux élections du Parlement européen de 2019 avec un comité électoral indépendant, « Le train d'Aušra Maldeikienė » ( en lituanien : Visuomeninis komitetas „Aušros Maldeikienės traukinys“ ), et a été élu.
Le parti a cessé ses activités depuis 2020. Le 3 octobre 2023, la Commission électorale a annoncé que le parti serait liquidé, car il n'avait pas fourni de liste de membres deux années de suite.

## Idéologie
La Liste lituanienne se décrit comme un « parti non partisan » et ne se définit pas par une idéologie politique, exprimant principalement son opposition à l'establishment du parti et à la corruption politique. Elle déclare son intention de « restaurer la République démocratique de Lituanie ». Dans sa « Liste des tâches pour la Lituanie » ( en lituanien : Lietuvos darbų sąrašas ), elle exige de transformer le Seimas en une « représentation de la nation », de remplacer le système de vote parallèle par un scrutin majoritaire à un tour , d'établir des conseils d'experts non partisans dans chaque commission du Seimas et de réformer le système judiciaire et le Département de la sécurité de l'État de Lituanie.
La majorité des voix du parti proviennent de Vilnius. Selon le politologue Matas Baltrukevičius, il représente le même électorat que l'Alliance nationale.